# Pyrrosia × nipponica
Pyrrosia × nipponica là một loài dương xỉ trong họ Polypodiaceae. Loài này được M.Beppu & Seriz. mô tả khoa học đầu tiên năm 1982.
Danh pháp khoa học của loài này chưa được làm sáng tỏ. 